# Bandad klogroda
Bandad klogroda (Xenopus borealis) är en groddjursart som beskrevs av Parker 1936. Xenopus borealis ingår i släktet Xenopus och familjen pipagrodor. Inga underarter finns listade i Catalogue of Life.
Arten förekommer i Kenya och norra Tanzania. Den lever i bergstrakter mellan 1000 och 2400 meter över havet. Exemplaren vistas i gräsmarker och träskmarker. De besöker pölar och vattendrag för fortplantningen.
För beståndet är inga hot kända. Hela populationen anses vara stor. IUCN kategoriserar arten globalt som livskraftig.